# Чангэ
Чангэ́ (кит. упр. 长葛, пиньинь Chánggě) — городской уезд городского округа Сюйчан провинции Хэнань (КНР). Уезд назван в честь вождя Гэ Тяньши, жившего в этих местах в античные времена.

## История
При империи Цинь был создан уезд Чаншэ (长社县) округа Инчуань (颍川郡).
В 423 году во время войны между Северной Вэй и Южной династией Сун уездный центр уезда Сюйчан был разрушен, и власти округа Инчуань были вынуждены перебраться оттуда в остававшийся под контролем Северной Вэй Чаншэ. При империи Восточная Вэй в 534 году была создана область Инчжоу (颍州), власти которой разместились в Чаншэ. В 549 году областные власти опять переехали в Инъинь (颍阴城, бывший административный центр уезда Сюйчан), а область Инчжоу была при этом переименована в Чжэнчоу (郑州). При империи Северная Ци область Чжэнчжоу была переименована в Сюйчжоу (许州).
При империи Суй в 582 году уезд Чаншэ был переименован в Инчуань (颍川县). В 586 году из него был выделен уезд Чангэ (长葛县).
В 1949 году был создан Специальный район Сюйчан (许昌专区), и уезд вошёл в его состав. В 1969 году Специальный район Сюйчан был переименован в Округ Сюйчан (许昌地区). В 1986 году постановлением Госсовета КНР были расформированы округ Сюйчан и город Сюйчан, и образован городской округ Сюйчан.
В 1993 году постановлением Госсовета КНР уезд Чангэ был преобразован в городской уезд.

## Административное деление
Городской уезд делится на 4 уличных комитета, 8 посёлков и 4 волости.